# Supercavitación

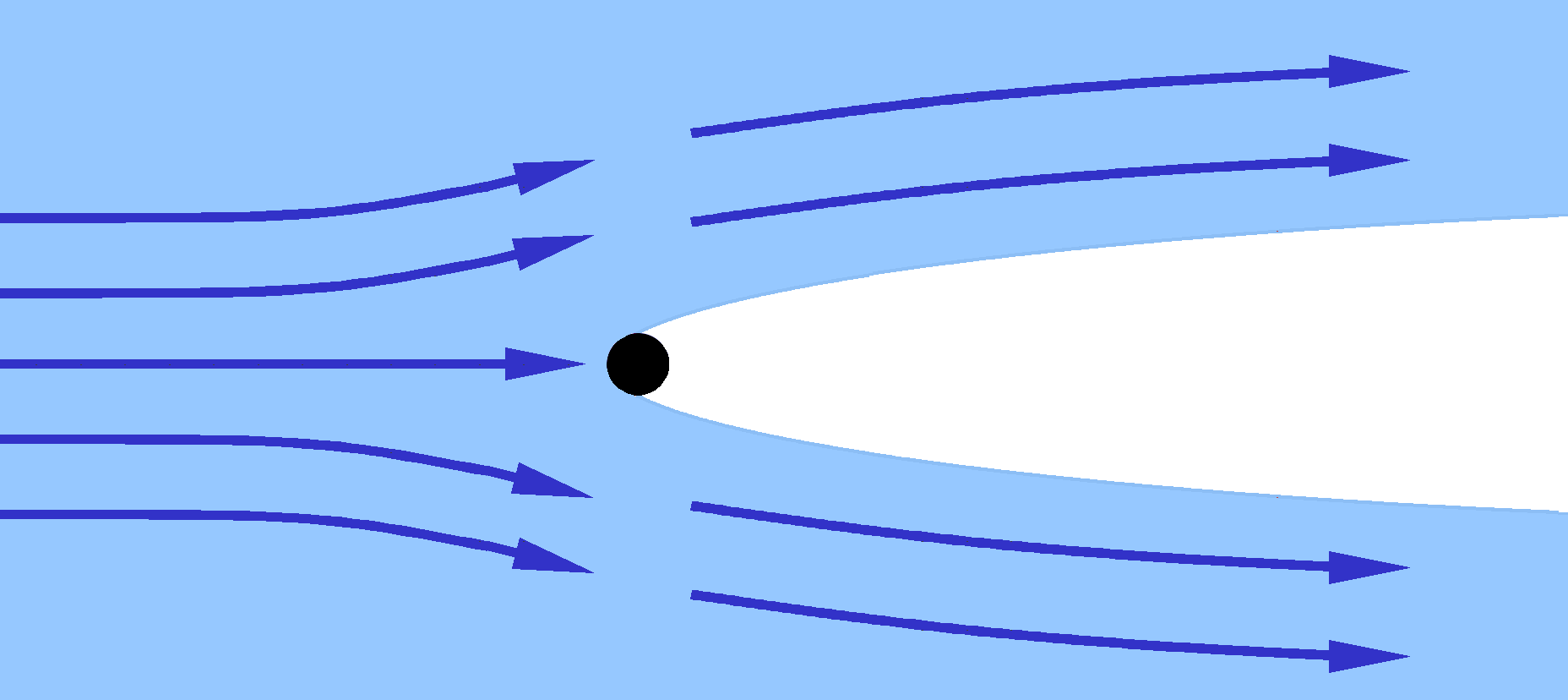
La cavitación se forma detrás de un objeto rodeado por un rápido flujo de líquido.

La supercavitación es un fenómeno hidrodinámico, una variación de la cavitación. Se produce al moverse un objeto a gran velocidad en un fluido (líquido, en este caso). La diferencia fundamental entre cavitación y supercavitación reside en la velocidad y en los usos potenciales de la misma, mientras la cavitación es un fenómeno generalmente negativo tanto para la industria naval o la aeronáutica, la supercavitación es una nueva vía de futuro en la industria, y ofrece nuevos horizontes económicos y tecnológicos.
Este fenómeno consiste en que al moverse el objeto a gran velocidad, el fluido que se desplaza a su alrededor adquiere una velocidad muy grande haciendo que su presión disminuya drásticamente. Si se llega al punto de evaporación del líquido, éste se convierte en gas y por tanto el objeto se desplaza por un medio gaseoso disminuyendo así su fricción.
La cavitación o aspiración en vacío es un efecto hidrodinámico que se produce cuando el agua o cualquier otro fluido pasa a gran velocidad por una superficie determinada en una arista afilada, produciendo una descompresión del fluido en la zona de la arista. Puede ocurrir que se alcance la presión de vapor del líquido a la temperatura que se encuentra dicho líquido de tal forma que las moléculas que lo componen cambian inmediatamente de estado líquido a vapor. Las burbujas formadas viajan a zonas de mayor presión e implotan (el vapor regresa al estado líquido de manera súbita, «aplastándose» bruscamente las burbujas) produciendo una estela de gas, y un rápido desgaste de la superficie que origina este fenómeno. Ahora bien, en la Supercavitación se exagera este efecto con el fin último de que un objeto sumergido en un fluido se vea rodeado de una burbuja de gas en su totalidad para así reducir el efecto de la fricción del fluido y obtener así velocidades más altas haciendo que la implosión del gas se efectúe detrás de la cola del objeto en cuestión.
Actualmente, esta tecnología es toda una revolución en el sector de armamento naval. Cabe mencionar que el país más avanzado en estudios sobre este tema es Rusia, que hace ya unas décadas, creó un prototipo de torpedo-motor-cohete que alcanzó una velocidad de 180 m/s (648 km/h). Este fenómeno es aprovechado recientemente por el ejército estadounidense para las balas de destrucción de minas. Estas balas tienen una punta achatada que provoca una supercavidad (el gas producido envuelve completamente al proyectil) haciendo que puedan llegar con suficiente energía a 15 metros de profundidad para poder hacer explotar una mina. Estas balas se lanzan desde un helicóptero artillado sobre el objetivo.
Otra aplicación militar es el torpedo ruso de supercavitación VA-111 Shkval, que aprovechando este efecto puede viajar a la velocidad de 380 km/h (205 nudos) por debajo del agua.
En la actualidad, DARPA está desarrollando un minisubmarino, que aprovechando este efecto, podrá alcanzar teóricamente los 100 nudos (185 km/h), un gran avance de velocidad submarina, en comparación con los 25/30 nudos actuales (46/56 km/h).